# Молярная масса
Моля́рная ма́сса — характеристика вещества, отношение массы вещества к его количеству. Численно равна массе одного моля вещества, то есть массе вещества, содержащего число частиц, равное числу Авогадро. Молярная масса, выраженная в г/моль, численно совпадает (до 2019 года точно, а с 2019 года приблизительно в связи с изменениями определений основных единиц СИ) с молекулярной массой, выраженной в а. е. м., и относительной молекулярной массой. Однако надо чётко представлять разницу между молярной массой и молекулярной массой, понимая, что они равны лишь численно и отличаются по размерности.
Связь между молярной массой и относительной молекулярной массой определяется константой молярной массы, которая равна 1⁄12 от молярной массы углерода-12. Её значение, рекомендованное CODATA с 2022 года:
Mu = 1,000 000 001 05(31)⋅10-3 кг/моль.
Ранее, с 2018 года, её значение, рекомендованное CODATA, было:
Mu = 0,999 999 999 65(30)⋅10-3 кг/моль.
Например, молярная масса кислорода как элемента {\displaystyle M\left({\ce {O}}\right)=16} г/моль, а в виде простого вещества, состоящего из молекул {\displaystyle {\ce {O2}}}, {\displaystyle M\left({\ce {O2}}\right)=32} г/моль.
Молярные массы сложных молекул можно определить, суммируя молярные массы входящих в них элементов. Например, молярная масса воды {\displaystyle {\ce {H2O}}} есть
{\displaystyle M({\ce {H2O}})=2\cdot M({\ce {H}})+M({\ce {O}})=2\cdot 1~{\text{г/моль}}+16~{\text{г/моль}}=18~{\text{г/моль}}.}
В Международной системе единиц (СИ) единицей измерения молярной массы является килограмм на моль (русское обозначение: кг/моль; международное: kg/mol), но из-за того, что когда молярная масса выражена в г/моль, её численное значение совпадает с относительной молекулярной массой, исторически сложилось, что молярную массу, как правило, выражают в г/моль.
Молярную массу в формулах обычно обозначают заглавной буквой {\displaystyle M}.

## Молярная масса некоторых веществ и смесей
| Элемент, вещество или смесь              | Молярная масса (округлённая до целых), г/моль |
| ---------------------------------------- | --------------------------------------------- |
| {\displaystyle \color {Blue}{\ce {N}}}   | 14                                            |
| {\displaystyle \color {Blue}{\ce {N2}}}  | 28                                            |
| {\displaystyle \color {Blue}{\ce {Ar}}}  | 40                                            |
| {\displaystyle \color {Blue}{\ce {H}}}   | 1                                             |
| {\displaystyle \color {Blue}{\ce {H2}}}  | 2                                             |
| {\displaystyle \color {Blue}{\ce {H2O}}} | 18                                            |
| {\displaystyle \color {Blue}{\ce {He}}}  | 4                                             |
| Воздух                                   | 29                                            |
| {\displaystyle \color {Blue}{\ce {O}}}   | 16                                            |
| {\displaystyle \color {Blue}{\ce {O2}}}  | 32                                            |
| {\displaystyle \color {Blue}{\ce {C}}}   | 12                                            |
| {\displaystyle \color {Blue}{\ce {CO2}}} | 44                                            |
| {\displaystyle \color {Blue}{\ce {S}}}   | 32                                            |
| {\displaystyle \color {Blue}{\ce {Li}}}  | 7                                             |
| {\displaystyle \color {Blue}{\ce {Ne}}}  | 20                                            |
| {\displaystyle \color {Blue}{\ce {Ag}}}  | 108                                           |
| {\displaystyle \color {Blue}{\ce {Mo}}}  | 96                                            |

Округлённые до целого числа молярные массы некоторых веществ и смесей приведены в таблице.

## Средняя молярная масса
Средняя молярная масса {\displaystyle {\bar {M}}} смеси нескольких индивидуальных веществ с разными молярными массами {\displaystyle M_{1},\,M_{2},\,\dots ,\,M_{n}} может быть вычислена через мольные доли {\displaystyle x_{1},\,x_{2},\,\dots ,\,x_{n}} веществ в смеси как среднее арифметическое взвешенное мольных долей:
{\displaystyle {\bar {M}}={\frac {\sum _{i=1}^{n}x_{i}M_{i}}{\sum _{i=1}^{n}x_{i}}}=\sum _{i=1}^{n}x_{i}M_{i},}
так как {\displaystyle \sum _{i=1}^{n}x_{i}=1.}
Если состав вещества задан через массовые доли {\displaystyle w_{1},\,w_{2},\,\dots ,\,w_{n}} индивидуальных веществ, то средняя молярная масса определяется через среднее гармоническое взвешенное массовых долей:
{\displaystyle {\bar {M}}={\frac {\sum _{i=1}^{n}w_{i}}{\sum _{i=1}^{n}w_{i}/M_{i}}}={\frac {1}{\sum _{i=1}^{n}w_{i}/M_{i}}}.}
Средняя молярная масса важна для смесей газов, так как входит в термодинамические уравнения состояния газовых смесей.
Например, молярная масса воздуха {\displaystyle {\bar {M_{a}}}}, в предположении, для простоты пренебрегаем другими газами, что он состоит на  23,2 масс. % (21 об. %) из кислорода, 75,4 масс. % (78 об. %) азота и 1,4 масс. % (1 об. %) аргона (молярные массы 32; 28 и 40 г/моль соответственно) даёт для средней молярной массы воздуха:
{\displaystyle {\bar {M_{a}}}={\frac {21\cdot 32+78\cdot 28+1\cdot 40}{100}}={\frac {100}{75{,}4/28+23{,}2/32+1{,}4/40}}=28{,}96} г/моль.
Более точный расчет средней молярной массы сухого воздуха дает 28,97 г/моль.
Для высокомолекулярных веществ, состоящих из молекул с разной молярной массой, например, полимеров, иногда указывают среднюю молярную массу или диапазон молярных масс.